# Alfred Cohn
 Ikke at forveksle med den amerikanske manuskriptforfatter Alfred A. Cohn.
Alfred Cohn (14. juni 1867 i København – 6. juli 1932 sammesteds) med kælenavnet Gokke var en dansk skuespiller, komiker, regissør og instruktør. Han var især kendt for komiske roller og medvirken i farcer.
Alfred Cohn var søn af dekoratør og tapetserer Isac Cohn (12. januar 1829 i Ringkøbing – ?) og Louise Hermeline Levison (31. august 1836 i København – ?). Forældrene var af jødisk oprindelse, men Alfred Cohn blev døbt i Helligåndskirken 1. september 1867.
Han debuterede som skuespiller i Randers den 6. september 1885 hos William Petersen i Djævelens Datter. Efter nogle kortere engagementer ved forskellige teatre var han skuespiller og underregissør ved Casino i perioden 1887 til 1891, dernæst ved Odense Teater i perioden 1891 til 1900, og ved Aarhus Teater i 14 sæsoner fra år 1900 både som skuespiller og instruktør. Mens Cohn virkede hos Aarhus Teater var han i perioden 1910 til 1914 også filmskuespiller og filminstruktør hos Fotorama. Fra 1914 til 1916 virkede Cohn som filminstruktør ved Nordisk Films Kompagni, og han var også i en periode leder af Filmskolen.
Efter Alfred Cohn ophørte som filmskuespiller og filminstruktør havde han arrangementer med forskellige teatre, blandt andet Casino i København, Odense Teater fra 1916 til 1917, som sceneinstruktør ved Mayol Teater i Oslo i 1924, ved Aalborg Teater, som gæsteoptrædende ved Kasino-Teatret i Aarhus og som skuespiller og instruktør ved Fønix Teater i København.
Alfred Cohns filmproduktioner både som filmskuespiller og filminstruktør i stumfilmens barndom var ganske betragtelig. Særlig bemærkelsesværdig var filmen Den hvide Slavehandel fra 1910, der udover at være den første film, hvor filmoperatøren skulle skifte filmspole, også var genstand for rivaliseren fra Nordisk Film med en plagiatfilm.
Der vides ikke meget om Alfred Cohns privatliv ud over, at han blev gift i København den 15. januar 1915 med Gerda Alfrida Larsen, et ægteskab der blev opløst. Den 22. september 1923 blev han gift i Oslo med Guri Johanne Schou (født 30. maj 1897). Alfred Cohn blev begravet på Bispebjerg Kirkegård.